# Axel Gudbrand Blytt
Axel Gudbrand Blytt (Oslo (Kristiana), 1843 - Oslo, 18 juli 1898) was een Noorse botanicus, bekend om zijn onderzoek naar de flora van Noorwegen en zijn theorieën over hoe deze na de laatste ijstijd door migratie van soorten ontstaan en veranderd is.
Blytt was de zoon van Matthias Numsen Blytt, eveneens botanicus. Vanaf 1865 was hij als conservator werkzaam aan de Kongelige Frederiks Universitet, in 1880 werd hij hoogleraar in de botanie. Hij maakte het werk af aan de flora van Noorwegen, dat door zijn vader was begonnen. In 1876 kwam hij met de theorie, dat laagjes in hoogveen ontstonden door klimaatsveranderingen. Hij bestudeerde deze laagjes en kwam tot de conclusie dat er sinds het einde van de ijstijd twee perioden met een droog klimaat en twee perioden met een nat klimaat waren geweest. Deze perioden noemde hij Atlantisch (nat) en Boreaal (droog). Uit deze indeling is later de Blytt-Sernandertijdschaal ontstaan. Blytt was vooral geïnteresseerd in hoe de flora door deze klimaatswisselingen beïnvloed werd. Zijn theorieën wekten de interesse van Charles Darwin, met wie hij een briefwisseling onderhield.